# Dystopia: The Tree of Language
《Dystopia: The Tree of Language》(디스토피아: 더 트리 오브 랭귀지)는 대한민국의 걸 그룹 드림캐쳐의 첫 번째 정규 음반이다. 타이틀 곡은 〈Scream〉(스크림)으로, 2020년 2월 18일에 카카오엠을 통하여 발매되었다.

## 개요
- 《Raid of Dream》 이후 5개월 만에 발매하는 음반이다. E, V, I, L의 네 가지 버전으로 발매되었다.
- 데뷔 당시의 〈악몽·惡夢〉부터 《The Beginning Of The End》까지 진행된 ‘악몽’ 세계관을 뒤로하고,  ‘디스토피아’ 세계관을 시작하는 음반이다.
- 타이틀 곡 〈Scream〉은 중세 유럽의 마녀사냥에서 얻은 모티브를 현대 사회에 대입한 곡이다.[1]
- 3번 트랙 〈Tension〉은 3년 전 〈GOOD NIGHT〉과 타이틀 곡 자리를 경쟁하였던 곡이다.[1]
- 10번 트랙 〈Full Moon〉은 2018년 1월 12일에 데뷔 1주년을 기념하여 발매한 팬 송이고[2], 11번 트랙 〈하늘을 넘어〉는 2019년 1월 16일에 데뷔 2주년을 기념하여 발매한 팬 송이다.[3]

## 발매 과정
2020년 1월 23일, 드림캐쳐컴퍼니는 1월 29일 시연의 솔로 싱글 〈Paradise〉의 발매를 알리면서, “곧 공개될 드림캐쳐의 새로운 세계에도 많은 기대와 관심, 그리고 사랑을 부탁드린다”라고 덧붙이며 컴백을 암시하였다. 2월 1일, 앙상한 나무 밑에 가면이 놓이고 그 아래에 ‘ZJYLHT’가 뒤집힌 채로 적힌 사진인 ‘미스터리 코드’가 공개되었다. 이후 2월 3일, 드림캐쳐컴퍼니에서 드림캐쳐가 첫 정규 음반 《Dystopia: The Tree of Language》로 2월 18일 컴백한다는 소식과 함께 컴백 스케줄러를 공식 SNS에 게시하였다.
티저 사진은 개인별 티저가 네 차례, 단체 티저가 두 차례에 걸쳐 공개되었다. 우선 2월 4일, 안개 낀 숲속에서 히피 스타일로 옷을 입은 E 버전의 개인별 사진이 공개되었다. 다음날에는 검은색의 베일 사이에서 하얀색의 옷을 입은 V 버전의 개인별 사진이 공개되었다. 2월 7일에는 앙상한 나무들이 있는 저녁의 황무지를 배경으로 한 I 버전의 개인별 사진이 공개되었다. 마지막으로 2월 10일, 영롱한 색감의 L 버전 개인별 사진이 공개되었다. 단체 티저는 2월 6일에 E 버전과 V 버전이, 2월 11일에 I 버전과 L 버전이 공개되었다.
2월 12일, 타이틀 곡 〈Scream〉의 가사 스포일러 영상과, 샌드 아트 기법으로 제작된 스토리 스포일러 영상이 공개되었다. 다음날에는 음반 전체의 하이라이트 메들리가 유튜브에 게시되었다. 2월 14일에는 〈Scream〉의 안무 미리보기 영상이, 2월 17일에는 뮤직비디오 티저 영상이 공개되었다.

## 수록곡
| #            | 제목                         | 작사                                    | 작곡                             | 편곡  | 재생 시간 |
| ------------ | ---------------------------- | --------------------------------------- | -------------------------------- | ----- | --------- |
| 1.           | 〈Intro〉                    |                                         | LEEZ, Ollounder                  | 1:19  |           |
| 2.           | 〈Scream〉                   | LEEZ, Ollounder, 김보은                 | LEEZ, Ollounder                  | 3:24  |           |
| 3.           | 〈Tension〉                  | Ollounder, LEEZ                         | Ollounder, LEEZ, Chairmann       | 3:11  |           |
| 4.           | 〈Red Sun〉                  | Ollounder, LEEZ, Chairmann              | LEEZ, Ollounder, Chairmann       | 3:05  |           |
| 5.           | 〈Black Or White〉           | LEEZ, Ollounder, 지유, 시연, 다미       | LEEZ, Ollounder, Chairmann, 0to1 | 3:24  |           |
| 6.           | 〈Jazz Bar〉                 | LEEZ, Ollounder, 지유, 시연, 유현, 다미 | LEEZ, Ollounder                  | 3:34  |           |
| 7.           | 〈SAHARA〉                   | Ollounder, LEEZ                         | Ollounder, LEEZ                  | 3:11  |           |
| 8.           | 〈In The Frozen〉            | LEEZ, Ollounder                         | LEEZ, Ollounder, Hi5             | 3:16  |           |
| 9.           | 〈새벽〉                     | Ollounder, LEEZ                         | Ollounder, LEEZ                  | 3:03  |           |
| 10.          | 〈Full Moon〉                | Ollounder, LEEZ                         | Ollounder, LEEZ                  | 3:09  |           |
| 11.          | 〈하늘을 넘어〉              | LEEZ, Ollounder                         | LEEZ, Ollounder                  | 3:17  |           |
| 12.          | 〈Outro〉                    |                                         | Ollounder, LEEZ                  | 1:03  |           |
| 13.          | 〈Scream〉 (Inst.)           |                                         | LEEZ, Ollounder                  | 3:24  |           |
| 14.          | 〈Paradise〉 (Special Track) | 시연, LEEZ, Ollounder                   | LEEZ, Ollounder, 시연            | 4:03  |           |
| 총 재생 시간 | 총 재생 시간                 | 총 재생 시간                            | 총 재생 시간                     | 42:23 |           |

## 차트
| 차트 (2020)                 | 최고 순위 |
| --------------------------- | --------- |
| 대한민국 (가온 차트 ‘주간’) | 3         |
| 대한민국 (가온 차트 ‘월간’) | 9         |